# Morzyczyn (województwo zachodniopomorskie)
Morzyczyn (niem. Moritzfelde) – wieś letniskowa w Polsce, w województwie zachodniopomorskim, w powiecie stargardzkim, w gminie Kobylanka, nad jeziorem Miedwie. Wieś jest położona 3 km na wschód od Kobylanki (siedziby gminy) i 9 km na zachód od Stargardu (siedziby powiatu). Na zachód od wsi do Jeziora Miedwie uchodzi rzeka Miedwinka.
W latach 1975–1998 miejscowość administracyjnie należała do województwa szczecińskiego.
Promenada w Morzyczynie nad Miedwiem ma około 2 kilometrów. Obok niej jest skatepark, muszla koncertowa, plac zabaw i pomosty nad „bagienkiem”.

## Transport
Na północ od wsi przebiega droga krajowa nr 10. Najbliższa stacja kolejowa Miedwiecko jest oddalona o 3 km na północ.

## Nazwa
Nazwa jest substytucją fonetyczno-słowotwórczą pierwotnej nazwy niemieckiej, utworzoną na wzór nazw dzierżawczych z formantem -in. Nazwa niemiecka ma charakter dzierżawczy-pamiątkowy i składa się z dwóch członów: nazwy osobowej Moritz „Maurycy” (upamiętnienie księcia Moritza von Anhalt-Dessau) i nazwy pospolitej Feld „pole”.

## Historia
Pierwsza wzmianka o miejscowości pochodzi z roku 1752, wieś powstała w okresie XVIII wiecznej kolonizacji po osuszeniu mokradeł wokół Pramiedwia. Osadnicy zostali sprowadzeni z okolic Dessau w związku z tym wsi nadano imię ku czci księcia Moritza von Anhalt-Dessau. Na przełomie XIX I XX wieku powstało tu letnisko, a po I wojnie światowej ośrodek wczasowy. W 1945 większa część zabudowy została niszczona, a urządzenia letniska całkowicie. Po odbudowie powstał tu popularny ośrodek wypoczynkowy wśród mieszkańców Gminy Kobylanka i Stargardu. W II połowie XIX w. zbudowano kościół o konstrukcji kamienno-ceglanej, który został podobnie jak większość dawnej zabudowy (w tym szkoła i karczma z końca XVIII wieku), zniszczony podczas II wojny światowej.

## Znakowane szlaki turystyczne
- Szlak Ziemi Pyrzyckiej im. Stanisława Jansona
- Szlak im. Bolesława Czwójdzińskiego
- Szlak Miedwiecki